# Alvinocaris muricola
Alvinocaris muricola är en kräftdjursart som beskrevs av A. B. Williams 1988. Alvinocaris muricola ingår i släktet Alvinocaris och familjen Alvinocarididae. Inga underarter finns listade i Catalogue of Life.